# Olimpiai érmesek listája lovaglásban

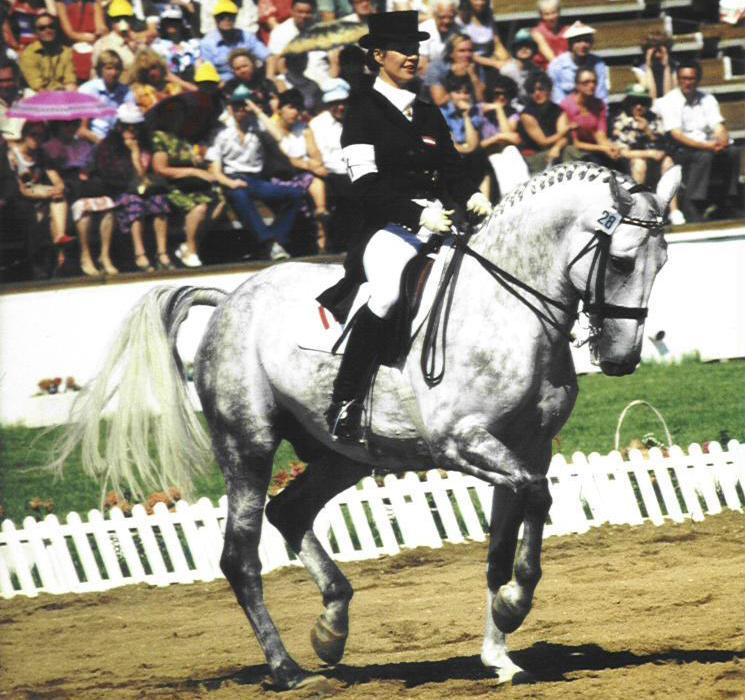
Elisabeth Theurer (Díjlovaglás)

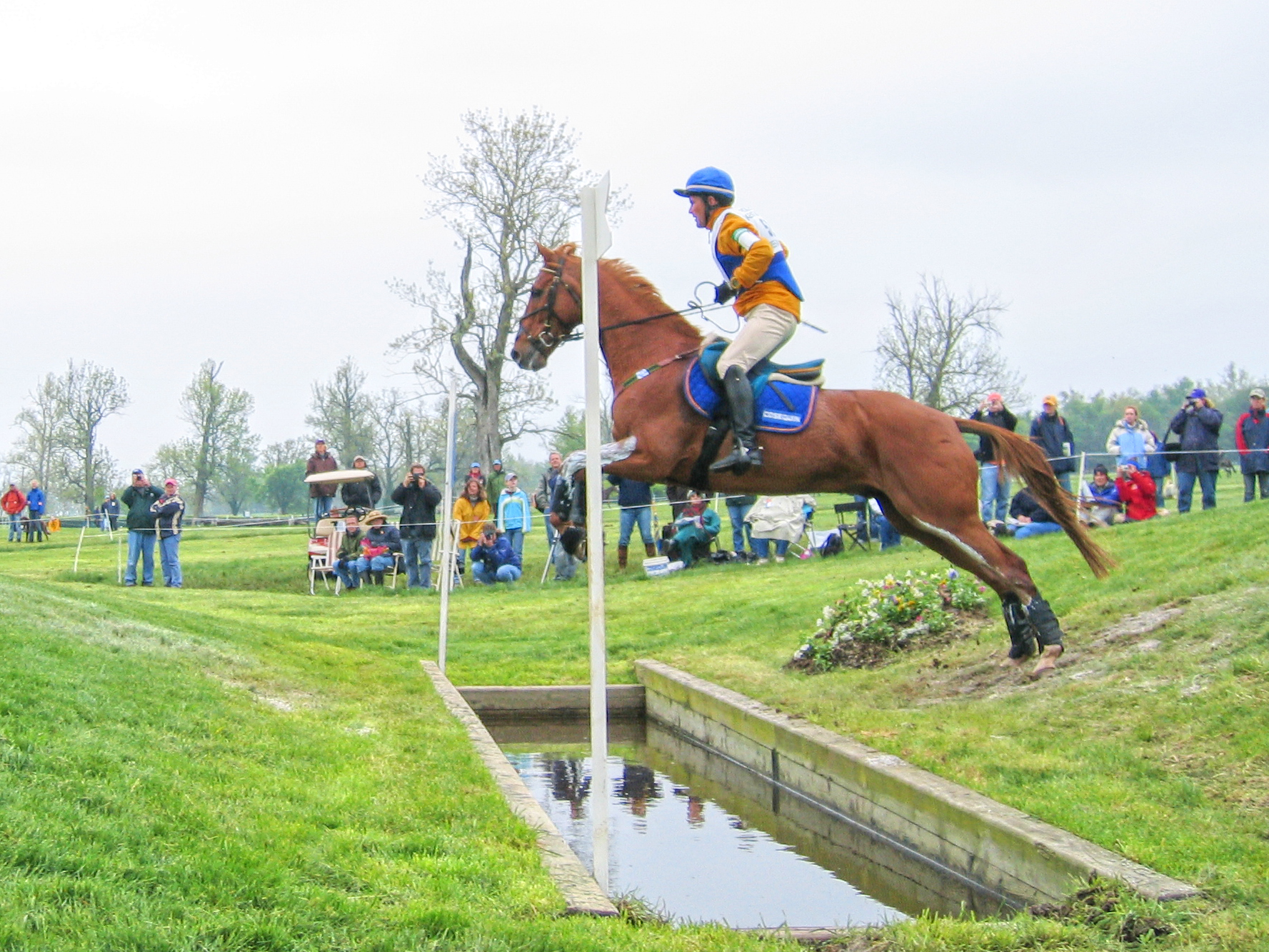
Phillip Dutton (Lovastusa)

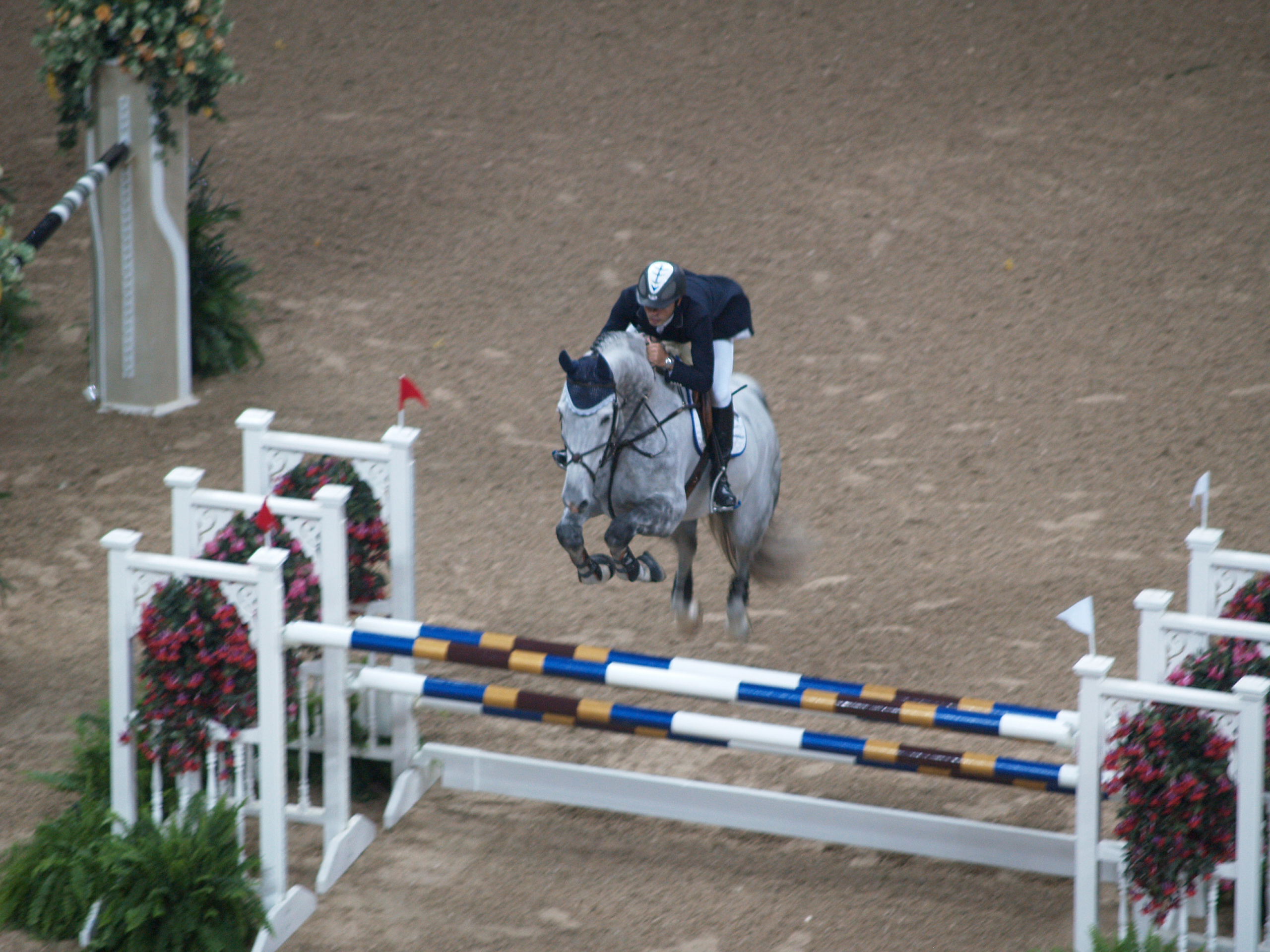
Rodrigo Pessoa (Díjugratás)

Ez a lap az olimpiai érmesek listája  lovaglásban 1900-tól 2020-ig.

## Összesített éremtáblázat
(A táblázatokban Magyarország és a rendező nemzet sportolói eltérő háttérszínnel, az egyes számoszlopok legmagasabb értéke vagy értékei vastagítással kiemelve.)

| A nyári olimpiai játékok összesített éremtáblázata lovaglásban | A nyári olimpiai játékok összesített éremtáblázata lovaglásban | A nyári olimpiai játékok összesített éremtáblázata lovaglásban | A nyári olimpiai játékok összesített éremtáblázata lovaglásban | A nyári olimpiai játékok összesített éremtáblázata lovaglásban | Olimpia  |
| -------------------------------------------------------------- | -------------------------------------------------------------- | -------------------------------------------------------------- | -------------------------------------------------------------- | -------------------------------------------------------------- | -------- |
|                                                                | Ország                                                         | Arany                                                          | Ezüst                                                          | Bronz                                                          | Összesen |
| 1.                                                             | Németország (GER)                                              | 28                                                             | 14                                                             | 14                                                             | 56       |
| 2.                                                             | Svédország (SWE)                                               | 18                                                             | 13                                                             | 14                                                             | 45       |
| 3.                                                             | Franciaország (FRA)                                            | 15                                                             | 15                                                             | 13                                                             | 43       |
| 4.                                                             | Nagy-Britannia (GBR)                                           | 13                                                             | 12                                                             | 15                                                             | 40       |
| 5.                                                             | Egyesült Államok (USA)                                         | 11                                                             | 23                                                             | 20                                                             | 54       |
| 6.                                                             | NSZK (FRG)                                                     | 11                                                             | 5                                                              | 9                                                              | 25       |
| 7.                                                             | Hollandia (NED)                                                | 10                                                             | 13                                                             | 4                                                              | 27       |
| 8.                                                             | Olaszország (ITA)                                              | 7                                                              | 9                                                              | 7                                                              | 23       |
| 9.                                                             | Szovjetunió (URS)                                              | 6                                                              | 5                                                              | 4                                                              | 15       |
| 10.                                                            | Ausztrália (AUS)                                               | 6                                                              | 4                                                              | 4                                                              | 14       |
| 11.                                                            | Svájc (SUI)                                                    | 5                                                              | 10                                                             | 7                                                              | 22       |
| 12.                                                            | Egyesült Német Csapat (EUA)                                    | 5                                                              | 5                                                              | 4                                                              | 14       |
| 13.                                                            | Belgium (BEL)                                                  | 5                                                              | 2                                                              | 7                                                              | 14       |
| 14.                                                            | Új-Zéland (NZL)                                                | 3                                                              | 2                                                              | 5                                                              | 10       |
| 15.                                                            | Kanada (CAN)                                                   | 2                                                              | 2                                                              | 3                                                              | 7        |
| 16.                                                            | Mexikó (MEX)                                                   | 2                                                              | 1                                                              | 4                                                              | 7        |
| 17.                                                            | Lengyelország (POL)                                            | 1                                                              | 3                                                              | 2                                                              | 6        |
| 18.                                                            | Spanyolország (ESP)                                            | 1                                                              | 2                                                              | 1                                                              | 4        |
| 19.                                                            | Ausztria (AUT)                                                 | 1                                                              | 1                                                              | 1                                                              | 3        |
| 20.                                                            | Brazília (BRA)                                                 | 1                                                              | 0                                                              | 2                                                              | 3        |
| 21.                                                            | Csehszlovákia (TCH)                                            | 1                                                              | 0                                                              | 0                                                              | 1        |
| 21.                                                            | Japán (JPN)                                                    | 1                                                              | 0                                                              | 0                                                              | 1        |
|                                                                |                                                                |                                                                |                                                                |                                                                |          |
| 23.                                                            | Dánia (DEN)                                                    | 0                                                              | 4                                                              | 2                                                              | 6        |
| 24.                                                            | Chile (CHI)                                                    | 0                                                              | 2                                                              | 0                                                              | 2        |
| 25.                                                            | Norvégia (NOR)                                                 | 0                                                              | 1                                                              | 1                                                              | 2        |
| 25.                                                            | Románia (ROU)                                                  | 0                                                              | 1                                                              | 1                                                              | 2        |
| 27.                                                            | Argentína (ARG)                                                | 0                                                              | 1                                                              | 0                                                              | 1        |
| 27.                                                            | Bulgária (BUL)                                                 | 0                                                              | 1                                                              | 0                                                              | 1        |
|                                                                |                                                                |                                                                |                                                                |                                                                |          |
| 29.                                                            | Portugália (POR)                                               | 0                                                              | 0                                                              | 3                                                              | 3        |
| 30.                                                            | Szaúd-Arábia (KSA)                                             | 0                                                              | 0                                                              | 2                                                              | 2        |
| 31.                                                            | Magyarország (HUN)                                             | 0                                                              | 0                                                              | 1                                                              | 1        |
| 31.                                                            | Írország (IRL)                                                 | 0                                                              | 0                                                              | 1                                                              | 1        |
|                                                                |                                                                |                                                                |                                                                |                                                                |          |
| Összesen                                                       | Összesen                                                       | 153                                                            | 151                                                            | 151                                                            | 455      |

## Jelenlegi versenyszámok

### Díjlovaglás, egyéni
| Olimpia              | Arany                                                      | Ezüst                                                 | Bronz                                                         |
| 1912, Stockholm      | Carl Bonde és Emperor · Svédország (SWE)                   | Gustaf Adolf Boltenstern és Neptun · Svédország (SWE) | Hans von Blixen-Finecke és Maggie · Svédország (SWE)          |
| 1920, Antwerpen      | Janne Lundblad és Uno · Svédország (SWE)                   | Bertil Sandström és Sabel · Svédország (SWE)          | Hans von Rosen és Running Sister · Svédország (SWE)           |
| 1924, Párizs         | Ernst Linder és Piccolomino · Svédország (SWE)             | Bertil Sandström és Sabel · Svédország (SWE)          | Xavier Lesage és Plumard · Franciaország (FRA)                |
| 1928, Amszterdam     | Carl von Langen és Draufgänger · Németország (GER)         | Charles Marion és Linon · Franciaország (FRA)         | Ragnar Olson és Günstling · Svédország (SWE)                  |
| 1932, Los Angeles    | Xavier Lesage és Taine · Franciaország (FRA)               | Charles Marion és Linon · Franciaország (FRA)         | Hiram Tuttle és Olympic · Egyesült Államok (USA)              |
| 1936, Berlin         | Heinz Pollay és Kronos · Németország (GER)                 | Friedrich Gerhard és Absinth · Németország (GER)      | Alois Podhajsky és Nero · Ausztria (AUT)                      |
| 1948, London         | Hans Moser és Hummer · Svájc (SUI)                         | André Jousseaume és Harpagon · Franciaország (FRA)    | Gustaf Adolf Boltenstern, Jr. és Trumf · Svédország (SWE)     |
| 1952, Helsinki       | Henri Saint Cyr és Master Rufus · Svédország (SWE)         | Lis Hartel és Jubilee · Dánia (DEN)                   | André Jousseaume és Harpagon · Franciaország (FRA)            |
| 1956, Stockholm      | Henri Saint Cyr és Juli · Svédország (SWE)                 | Lis Hartel és Jubilee · Dánia (DEN)                   | Liselott Lisenhoff és Adular · Egyesült Német Csapat (EUA)    |
| 1960, Róma           | Szergej Filatov és Absent · Szovjetunió (URS)              | Gustav Fischer és Wald · Svájc (SUI)                  | Josef Neckermann és Asbach · Egyesült Német Csapat (EUA)      |
| 1964, Tokió          | Henri Chammartin és Wörmann · Svájc (SUI)                  | Harry Boldt és Remus · Egyesült Német Csapat (EUA)    | Szergej Filatov és Absent · Szovjetunió (URS)                 |
| 1968, Mexikóváros    | Ivan Kizimov és Ikhor · Szovjetunió (URS)                  | Josef Neckermann és Mariano · NSZK (FRG)              | Reiner Klimke és Dux · NSZK (FRG)                             |
| 1972, München        | Liselott Linsenhoff és Piaff · NSZK (FRG)                  | Jelena Petuskova és Pepel · Szovjetunió (URS)         | Josef Neckermann és Venetia · NSZK (FRG)                      |
| 1976, Montréal       | Christine Stückelberger és Granat · Svájc (SUI)            | Harry Boldt és Woycek · NSZK (FRG)                    | Reiner Klimke és Mehmed · NSZK (FRG)                          |
| 1980, Moszkva        | Elisabeth Theurer és Mon Cherie · Ausztria (AUT)           | Jurij Kovsov és Igrok · Szovjetunió (URS)             | Viktor Ugrjumov és Shkval · Szovjetunió (URS)                 |
| 1984, Los Angeles    | Reiner Klimke és Ahlerich · NSZK (FRG)                     | Anne Jensen-Tornblad és Marzog · Dánia (DEN)          | Otto Hofer és Limandus · Svájc (SUI)                          |
| 1988, Szöul          | Nicole Uphoff és Rembrandt · NSZK (FRG)                    | Margit Otto-Crepin és Corlandus · Franciaország (FRA) | Christine Stückelberger és Gauguin de Lully CH · Svájc (SUI)  |
| 1992, Barcelona      | Nicole Uphoff és Rembrandt · Németország (GER)             | Isabell Werth és Gigolo · Németország (GER)           | Klaus Balkenhol és Goldstern · Németország (GER)              |
| 1996, Atlanta        | Isabell Werth és Gigolo · Németország (GER)                | Anky van Grunsven és Bonfire · Hollandia (NED)        | Sven Rothenberger és Weyden · Hollandia (NED)                 |
| 2000, Sydney         | Anky van Grunsven és Bonfire · Hollandia (NED)             | Isabell Werth és Gigolo · Németország (GER)           | Ulla Salzgeber és Rusty · Németország (GER)                   |
| 2004, Athén          | Anky van Grunsven és Salinero · Hollandia (NED)            | Ulla Salzgeber és Rusty · Németország (GER)           | Beatriz Ferrer-Salat és Beauvalais · Spanyolország (ESP)      |
| 2008, Hongkong       | Anky van Grunsven és Salinero · Hollandia (NED)            | Isabell Werth és Satchmo · Németország (GER)          | Heike Kemmer és Bonaparte · Németország (GER)                 |
| 2012, London         | Charlotte Dujardin (Valegro) · Nagy-Britannia (GBR)        | Adelinde Cornelissen (Parzival) · Hollandia (NED)     | Laura Bechtolsheimer (Minstral Hojris) · Nagy-Britannia (GBR) |
| 2016, Rio de Janeiro | Charlotte Dujardin (Valegro) · Nagy-Britannia (GBR)        | Isabell Werth (Weihegold Old) · Németország (GER)     | Kristina Sprehe (Desperados FRH) · Németország (GER)          |
| 2020, Tokió          | Jessica von Bredow-Werndl (TSF Dalera) · Németország (GER) | Isabell Werth (Bella Rose 2) · Németország (GER)      | Charlotte Dujardin (Gio) · Nagy-Britannia (GBR)               |

### Díjlovaglás, csapat
| Olimpia              | Arany | Ezüst | Bronz |
| 1928, Amszterdam     | Németország (GER) · Carl von Langen és Draufgänger · Hermann Linkenbach és Gimpel · Eugen von Lotzbeck és Caracalla                               | Svédország (SWE) · Ragnar Olson és Günstling · Janne Lundblad és Blackmar · Carl Bonde és Ingo                                                       | Hollandia (NED) · Jan van Reede és Hans · Pierre Versteegh és His Excellence · Gerard le Heux és Valérine                                 |
| 1932, Los Angeles    | Franciaország (FRA) · Xavier Lesage és Taine · Charles Marion és Linon · André Jousseaume és Sorelta                                              | Svédország (SWE) · Bertil Sandström és Kreta · Thomas Byström és Gulliver · Gustaf Adolf Boltenstern, Jr. és Ingo                                    | Egyesült Államok (USA) · Hiram Tuttle és Olympic · Isaac Kitts és American Lady · Alvin Moore és Water Pat                                |
| 1936, Berlin         | Németország (GER) · Heinz Pollay és Kronos · Friedrich Gerhard és Absinth · Hermann von Oppeln-Bronikowski és Gimpel                              | Franciaország (FRA) · André Jousseaume és Favorite · Gérard de Ballorre és Debaucheur · Daniel Gillois és Nicolas                                    | Svédország (SWE) · Gregor Adlercreutz és Teresina · Sven Colliander és Kål XX · Folke Sandström és Pergola                                |
| 1948, London         | Franciaország (FRA) · André Jousseaume és Harpagon · Jean Saint-Fort Paillard és Sous les Ceps · Maurice Buret és Saint Quen                      | Egyesült Államok (USA) · Robert Borg és Klingson · Earl Foster Thomson és Pancraft · Frank Henry és Reno Overdo                                      | Portugália (POR) · Fernando Paes és Matamas · Francisco Valadas és Feitiço · Luís Mena e Silva és Fascinante                              |
| 1952, Helsinki       | Svédország (SWE) · Henri Saint Cyr és Master Rufus · Gustaf Adolf Boltenstern, Jr. és Krest · Gehnäll Persson és Knaust                           | Svájc (SUI) · Gottfried Trachsel és Kursus · Henri Chammartin és Wöhler · Gustav Fischer és Soliman                                                  | Németország (GER) · Heinz Pollay és Adular · Ida von Nagel és Afrika · Fritz Thiedemann és Chronist                                       |
| 1956, Stockholm      | Svédország (SWE) · Henri Saint Cyr és Juli · Gehnäll Persson és Knaust · Gustaf Adolf Boltenstern, Jr. és Krest                                   | Egyesült Német Csapat (EUA) · Liselott Linsenhoff és Adular · Hannelore Weygand és Perkunos · Anneliese Küppers és Afrika                            | Svájc (SUI) · Gottfried Trachsel és Kursus · Henri Chammartin és Wöhler · Gustav Fischer és Vasello                                       |
| 1960 Róma            | Nem szerepelt az olimpia programjában | Nem szerepelt az olimpia programjában | Nem szerepelt az olimpia programjában |
| 1964, Tokió          | Egyesült Német Csapat (EUA) · Harry Boldt és Remus · Reiner Klimke és Dux · Josef Neckermann és Antoinette                                        | Svájc (SUI) · Henri Chammartin és Wörmann · Gustav Fischer és Wald · Marianne Gossweiler és Stephan                                                  | Szovjetunió (URS) · Szergej Filatov és Absent · Ivan Kizimov és Ikhor · Ivan Kalita és Moar                                               |
| 1968, Mexikóváros    | NSZK (FRG) · Josef Neckermann és Mariano · Reiner Klimke és Dux · Liselott Linsenhoff és Piaff                                                    | Szovjetunió (URS) · Jelena Petuskova és Pepel · Ivan Kizimov és Ikhor · Ivan Kalita és Absent                                                        | Svájc (SUI) · Henri Chammartin és Wolfdietrich · Marianne Gossweiler és Stephan · Gustav Fischer és Wald                                  |
| 1972, München        | Szovjetunió (URS) · Jelena Petuskova és Pepel · Ivan Kizimov és Ikhor · Ivan Kalita és Tarif                                                      | NSZK (FRG) · Karin Schlüter és Liostro · Liselott Linsenhoff és Piaff · Josef Neckermann és Venetia                                                  | Svédország (SWE) · Ulla Håkansson és Ajax · Ninna Swaab és Casanova · Maud von Rosen és Lucky Boy                                         |
| 1976, Montréal       | NSZK (FRG) · Harry Boldt és Woycek · Reiner Klimke és Mehmed · Gabriela Grillo és Ultimo                                                          | Svájc (SUI) · Christine Stückelberger és Granat · Ulrich Lehmann és Widin · Doris Ramseier és Roch                                                   | Egyesült Államok (USA) · Hilda Gurney és Keen · Dorothy Morkis és Monaco · Edith Master és Dahlwitz                                       |
| 1980, Moszkva        | Szovjetunió (URS) · Jurij Kovsov és Igrok · Viktor Ugrjumov és Shkfval · Vera Miszevics és Plot                                                   | Bulgária (BUL) · Petr Mandadzsijev és Scsibor · Szvetoszlav lvanov és Aleko · Georgi Gadzsev és Vnimatelen                                           | Románia (ROU) · Anghelache Donescu és Dor · Dumitru Veliku és Decebal · Petre Roşca és Derbist                                            |
| 1984, Los Angeles    | NSZK (FRG) · Reiner Klimke és Ahlerich · Uwe Sauer és Montevideo · Hubert Krug és Muscadeur                                                       | Svájc (SUI) · Otto Hofer és Limandus · Christine Stueckelberger és Tansanit · Amy De Bary és Aintree                                                 | Svédország (SWE) · Ulla Hakansson és Flamingo · Louise Nathorst és Inferno · Ingamay Bylund és Aleks                                      |
| 1988, Szöul          | NSZK (FRG) · Reiner Klimke és Ahlerich 2 · Ann-Kathrin Linsenhoff és Courage 10 · Monica Theodorescu és Ganimedes · Nicole Uphoff és Rembrandt 24 | Svájc (SUI) · Otto Josef Hofer és Andiamo · Christine Stückleberger és Gauguin de Lully CH · Daniel Ramseier és Random · Samuel Schetzmann és Rochus | Kanada (CAN) · Cindy Neale-Ishoy és Dynasty · Eva Maria Pracht és Emirage · Gina Smith és Malte · Ashley Nicoll és Reipo                  |
| 1992, Barcelona      | Németország (GER) · Klaus Balkenhol és Goldstern · Nicole Uphoff és Rembrandt · Monica Theodorescu és Grunox · Isabell Werth és Gigolo            | Hollandia (NED) · Tineke Bartels és Courage · Anky van Grunsven és Bonfire · Ellen Bontje és Larius · Annemarie Sanders és Sanders-Keyzer            | Egyesült Államok (USA) · Robert Dover és Lectron · Carol Lavell és Gifted · Charlotte Bredahl és Monsieur · Michael Poulin és Graf George |
| 1996, Atlanta        | Németország (GER) · Klaus Balkenhol és Goldstern · Martin Schaudt és Durgo · Monica Theodorescu és Grunox · Isabell Werth és Gigolo               | Hollandia (NED) · Tineke Bartels és Barbria · Anky van Grunsven és Bonfire · Sven Rothenberger és Weyden · Gonnelien Rothenberger és Gonnelien       | Egyesült Államok (USA) · Robert Dover és Metallic · Michelle Gibson és Peron · Steffen Peters és Udon · Guenter Seidel és Graf George     |
| 2000, Sydney         | Németország (GER) · Isabell Werth és Gigolo · Nadine Capellmann és Farbenfroh · Ulla Salzgeber és Rusty · Alexandra Simons de Ridder és Chacomo   | Hollandia (NED) · Ellen Bontje és Silvano · Anky van Grunsven és Bonfire · Arjen Teeuwissen és Goliath · Coby van Baalen és Ferro                    | Egyesült Államok (USA) · Susan Blinks és Flim Flam · Robert Dover és Ranier · Guenter Seidel és Foltaire · Christine Traurig és Etienne   |
| 2004, Athén          | Németország (GER) · Heike Kemmer és Bonaparte · Hubertus Schmidt és Wansuela Suerte · Martin Schaudt és Weltall · Ulla Salzgeber és Rusty         | Spanyolország (ESP) · Beatriz Ferrer-Salat és Beauvalais · Juan Antonio Jiménez és Guizo · Ignacio Rambla és Oleaja · Rafael Soto és Invasor         | Egyesült Államok (USA) · Lisa Wilcox és Relevant 5 · Guenter Seidel és Aragon · Deborah McDonald és Brentina · Robert Dover és Kennedy    |
| 2008, Hong Kong      | Németország (GER) · Heike Kemmer és Bonaparte · Nadine Capellmann és Elvis Va · Isabell Werth és Satchmo                                          | Hollandia (NED) · Hans Peter Minderhoud és Nadine · Imke Schellekens-Bartels és Sunrise · Anky van Grunsven és Salinero                              | Dánia (DEN) · Anne van Olst és Clearwater · Nathalie zu Sayn-Wittgenstein-Berleburg és Digby · Andreas Helgstrand és Don Schufro          |
| 2012, London         | Nagy-Britannia (GBR) · Carl Hester (Uthopia) · Laura Bechtolsheimer (Minstral Hojris) · Charlotte Dujardin (Valegro)                              | Németország (GER) · Dorothee Schneider (Diva Royal) · Kristina Sprehe (Desperados) · Helen Langehanenberg (Damon Hill)                               | Hollandia (NED) · Anky van Grunsven (Salinero) · Edward Gal (Undercover) · Adelinde Cornelissen (Parzival)                                |
| 2016, Rio de Janeiro | Németország (GER) · Sönke Rothenberger · Dorothee Schneider · Kristina Sprehe · Isabell Werth                                                     | Nagy-Britannia (GBR) · Spencer Wilton · Fiona Bigwood · Carl Hester · Charlotte Dujardin                                                             | Egyesült Államok (USA) · Allison Brock · Kasey Perry · Steffen Peters · Laura Graves                                                      |
| 2020, Tokió          | Németország (GER) · Jessica von Bredow-Werndl (TSF Dalera) · Dorothee Schneider (Showtime Frh) · Isabell Werth (Bella Rose 2)                     | Egyesült Államok (USA) · Sabine Schut-Kery (Sanceo) · Adrienne Lyle (Salvino) · Steffen Peters (Suppenkasper)                                        | Nagy-Britannia (GBR) · Charlotte Fry (Everdale) · Carl Hester (En Vogue) · Charlotte Dujardin (Gio)                                       |

### Díjugratás, egyéni
| Olimpia              | Arany                                                       | Ezüst                                                       | Bronz                                                          |
| 1900, Párizs         | Aimé Haegeman és Benton II · Belgium (BEL)                  | Georges van der Poële és Windsor Squire · Belgium (BEL)     | Louis de Champsavin és Terpsichore · Franciaország (FRA)       |
| 1904–1908            | Nem szerepelt az olimpia programjában                       | Nem szerepelt az olimpia programjában                       | Nem szerepelt az olimpia programjában                          |
| 1912, Stockholm      | Jean Cariou és Mignon · Franciaország (FRA)                 | Rabod von Kröcher és Dohna · Németország (GER)              | Emanuel de Blommaert és Clonmore · Belgium (BEL)               |
| 1920, Antwerpen      | Tommaso Lequio di Assaba és Trebecco · Olaszország (ITA)    | Alessandro Valerio és Cento · Olaszország (ITA)             | Carl Gustaf Lewenhaupt és Mon Coeur · Svédország (SWE)         |
| 1924, Párizs         | Alphonse Gemuseus és Lucette · Svájc (SUI)                  | Tommaso Lequio di Assaba és Trebecco · Olaszország (ITA)    | Adam Krolikiewicz és Picador · Lengyelország (POL)             |
| 1928, Amszterdam     | Frantisek Ventura és Eliot · Csehszlovákia (TCH)            | Pierre Bertran de Balanda és Papillon · Franciaország (FRA) | Charles-Gustave Kuhn és Pepita · Svájc (SUI)                   |
| 1932, Los Angeles    | Takeicsi Nisi és Uranus · Japán (JPN)                       | Harry Chamberlain és Show Girl · Egyesült Államok (USA)     | Clarence von Rosen, ifj. és Empire · Svédország (SWE)          |
| 1936, Berlin         | Kurt Hasse és Tora · Németország (GER)                      | Henri Rang és Delfis · Románia (ROU)                        | Platthy József és Sellő · Magyarország (HUN)                   |
| 1948, London         | Humberto Mariles és Arete · Mexikó (MEX)                    | Ruben Uriza és Harvey · Mexikó (MEX)                        | Jean-François d'Orgeix és Sucre de Pomme · Franciaország (FRA) |
| 1952, Helsinki       | Pierre Jonquères d'Oriola és Ali Baba · Franciaország (FRA) | Oscar Cristi és Bambi · Chile (CHI)                         | Fritz Thiedemann és Meteor · Németország (GER)                 |
| 1956, Stockholm      | Hans Günter Winkler és Halla · Egyesült Német Csapat (EUA)  | Raimondo D'Inzeo és Merano · Olaszország (ITA)              | Piero D'Inzeo és Uruguay · Olaszország (ITA)                   |
| 1960, Róma           | Raimondo D'Inzeo és Posillipo · Olaszország (ITA)           | Piero D'Inzeo és The Rock · Olaszország (ITA)               | David Broome és Sunsalve · Nagy-Britannia (GBR)                |
| 1964, Tokió          | Pierre Jonquères d'Oriola és Lutteur · Franciaország (FRA)  | Hermann Schridde és Dozent II · Egyesült Német Csapat (EUA) | Peter Robeson és Firecrest · Nagy-Britannia (GBR)              |
| 1968, Mexikóváros    | William Steinkraus és Snowbound · Egyesült Államok (USA)    | Marion Coakes és Stroller · Nagy-Britannia (GBR)            | David Broome és Mr. Softee · Nagy-Britannia (GBR)              |
| 1972, München        | Graziano Mancinelli és Ambassador · Olaszország (ITA)       | Ann Moore és Psalm · Nagy-Britannia (GBR)                   | Neal Shapiro és Sloopy · Egyesült Államok (USA)                |
| 1976, Montréal       | Alwin Schockemöhle és Warwick Rex · NSZK (FRG)              | Michel Vaillancourt és Branch Country · Kanada (CAN)        | François Mathy és Gai Luron · Belgium (BEL)                    |
| 1980, Moszkva        | Jan Kowalczyk és Artemor · Lengyelország (POL)              | Nyikolaj Korolkov és Espadron · Szovjetunió (URS)           | Joaquín Pérez és Alymony · Mexikó (MEX)                        |
| 1984, Los Angeles    | Joseph Fargis és Touch of Class · Egyesült Államok (USA)    | Conrad Homfeld és Abdullah · Egyesült Államok (USA)         | Heidi Robbiani és Jessica V · Svájc (SUI)                      |
| 1988, Szöul          | Pierre Durand és Jappeloup · Franciaország (FRA)            | Greg Best és Gem Twist · Egyesült Államok (USA)             | Karsten Huck és Nepomuk 8 · NSZK (FRG)                         |
| 1992, Barcelona      | Ludger Beerbaum és Classic Touch · Németország (GER)        | Piet Raymakers és Ratina Z · Hollandia (NED)                | Norman Dello Joio és Irish · Egyesült Államok (USA)            |
| 1996, Atlanta        | Ulrich Kirchhoff és Jus de Pommes · Németország (GER)       | Willi Melliger és Calvaro V · Svájc (SUI)                   | Alexandra Ledermann és Rochet M · Franciaország (FRA)          |
| 2000, Sydney         | Jeroen Dubbeldam és De Sjiem · Hollandia (NED)              | Albert Voorn és Lando · Hollandia (NED)                     | Háled el-Íd és Kashm Al Aan · Szaúd-Arábia (KSA)               |
| 2004, Athén          | Rodrigo Pessoa és Baloubet du Rouet · Brazília (BRA)        | Chris Kappler és Royal Kaliber · Egyesült Államok (USA)     | Marco Kutscher és Montender 2 · Németország (GER)              |
| 2008, Hong Kong      | Eric Lamaze és Hickstead · Kanada (CAN)                     | Rolf-Göran Bengtsson és Ninja · Svédország (SWE)            | Beezie Madden és Authentic · Egyesült Államok (USA)            |
| 2012, London         | Steve Guerdat (Nino Des Buissonets) · Svájc (SUI)           | Gerco Schröder (London) · Hollandia (NED)                   | Cian O'Connor (Blue Loyd 12) · Írország (IRL)                  |
| 2016, Rio de Janeiro | Nick Skelton (Big Star) · Nagy-Britannia (GBR)              | Peder Fredericson (All In) · Svédország (SWE)               | Eric Lamaze (Fine Lady 5) · Kanada (CAN)                       |
| 2020, Tokió          | Ben Maher (Explosion W) · Nagy-Britannia (GBR)              | Peder Fredericson (All In) · Svédország (SWE)               | Maikel Van Der Vleuten (Beauville Z) · Hollandia (NED)         |

## Megszűnt versenyszámok

### Magasugró verseny
| Olimpia      | Arany                                                   | Ezüst                                   | Bronz                                           |
| 1900, Párizs | Dominique Gardères és Canéla · Franciaország (FRA)      | holtverseny miatt nem került kiosztásra | Georges van der Poële és Ludlow · Belgium (BEL) |
| 1900, Párizs | Giovanni Giorgio Trissino és Oreste · Olaszország (ITA) | holtverseny miatt nem került kiosztásra | Georges van der Poële és Ludlow · Belgium (BEL) |

### Távolugró verseny
| Olimpia      | Arany                                                  | Ezüst                                                   | Bronz                                               |
| 1900, Párizs | Constant van Langhendonck és Extra Dry · Belgium (BEL) | Giovanni Giorgio Trissino és Oreste · Olaszország (ITA) | Pierre de Bellegarde és Tolla · Franciaország (FRA) |

### Voltízs, egyéni
| Olimpia         | Arany                            | Ezüst                               | Bronz                       |
| 1920, Antwerpen | Daniel Bouckaert · Belgium (BEL) | Charles Field · Franciaország (FRA) | Louis Finet · Belgium (BEL) |

### Voltízs, csapat
| Olimpia         | Arany                                                        | Ezüst                                                 | Bronz                                                             |
| 1920, Antwerpen | Belgium (BEL) · Daniel Bouckaert · Louis Finet · van Ranst · | Franciaország (FRA) · Charles Field · Salins · Cauchy | Svédország (SWE) · Carl Green · Anders Mårtensson · Oskar Nilsson |

## Fordítás
- Ez a szócikk részben vagy egészben  a   List of Olympic medalists in equestrian című angol Wikipédia-szócikk fordításán alapul.  Az eredeti cikk szerkesztőit annak laptörténete sorolja fel. Ez a jelzés csupán a megfogalmazás eredetét és a szerzői jogokat jelzi, nem szolgál a cikkben szereplő információk forrásmegjelöléseként.
- Ez a szócikk részben vagy egészben  a   Liste der Olympiasieger im Reitsport című német Wikipédia-szócikk fordításán alapul.  Az eredeti cikk szerkesztőit annak laptörténete sorolja fel. Ez a jelzés csupán a megfogalmazás eredetét és a szerzői jogokat jelzi, nem szolgál a cikkben szereplő információk forrásmegjelöléseként.